# 伏生石豆兰
伏生石豆兰（学名：Bulbophyllum reptans），为兰科石豆兰属下的一个植物种。